# Adam von Dietrichstein

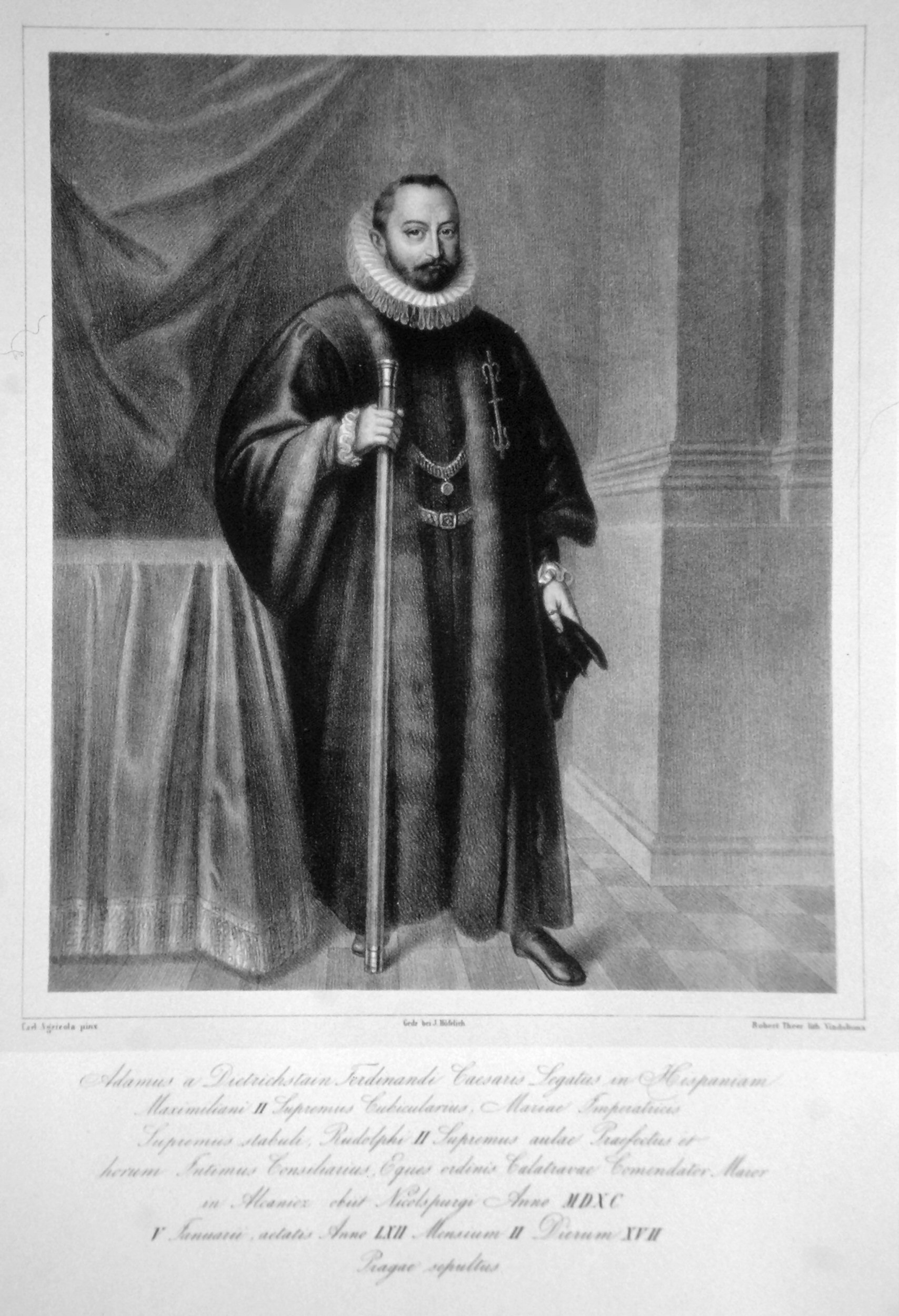
Adam von Dietrichstein, Lithographie von Robert Theer nach Carl Agricola

Adam von Dietrichstein Reichsfreiherr zu Hollenburg Finkenstein und Thalberg
(* 17. Oktober 1527 in Graz; † 5. Januar 1590 in Nikolsburg) war ein österreichischer Adeliger und Diplomat im Dienst des Hauses Habsburg.

## Herkunft
Adam entstammt der zum österreichischen Uradel zählenden Familie der Dietrichstein. Er war ein jüngerer Sohn des Siegmund von Dietrichstein, dem ersten Freiherren seines Hauses († 1533) und dessen Gemahlin, Barbara von Rottal Freiin von Talberg, einer außerehelichen Tochter des Kaisers Maximilian I. Er war damit ein – allerdings nicht legitimer – Vetter der Kaiser Karl V. und Ferdinand I.

## Biographie
Adam kam jung als Truchsess an den Hof des römisch-deutschen Königs und späteren Kaisers Ferdinands I. und war 1548 Mundschenk des Thronfolgers, Erzherzog Maximilian, der ihn mit einer Reihe ehrenvoller Missionen beauftragte. So entsandte er ihn Anfang 1547 nach Innsbruck, um Kaiser Karl V., vor den Plänen der Mitglieder des Schmalkaldischen Bundes zu warnen.
Adam spielte auch eine wichtige Rolle bei der Regelung der Beziehungen zwischen Protestanten und Katholiken, da ihn Maximilian II. zu den Verhandlungen entsandte, die am 2. August 1552 zum Abschluss des Passauer Vertrages zwischen dem römisch-deutschen König Ferdinand I. und den protestantischen Reichsfürsten und damit zur formalen Anerkennung des Protestantismus führten. Drei Jahre später nahm er an den Verhandlungen an dem historischen Reichstag zu Augsburg teil, auf dem der Augsburger Reichs- und Religionsfrieden erarbeitet und am 25. September 1555 beschlossen wurde.
Im Jahr darauf begleitete er den Erzherzog und seine Gemahlin, die Infantin Maria von Spanien, Erzherzogin von Österreich, eine Tochter von Kaiser Karl V., auf ihrer Reise in die Niederlande. Maximilian II ernannte Adam 1560 zu seinem Oberststallmeister und kurz darauf zum Obersthofmeister seiner Gemahlin.
Im Jahr 1561 erhielt er einen fast unmöglichen Auftrag: Er sollte nach Rom reisen und in einem geheimen Konsistorium von Papst Pius IV. (Giovanni Angelo Medici, eigentlich: Medigino) erreichen, dass zur Verhütung weiterer blutiger Glaubenskriege in den österreichischen Provinzen auch Laien der Genuss des Abendmahles in beiden Gestalten zugestanden und der Zölibat – nach dem seit Jahrhunderten bestehenden Vorbild der Griechischen Kirche – aufgehoben wird. Dieser von ihm mit Überzeugung vertretene kühne Vorschlag wurde jedoch in Rom – unter mehrfacher Androhung des Kirchenbannes gegen ihn und seinen Herren – zurückgewiesen.
1563 ernannte ihn König Maximilian II. zu seinem Oberstkämmerer.
Eine neue Aufgabe erwuchs Dietrichstein kurz darauf, da ihn Maximilian II. zum Obersthofmeister seiner Söhne, der Erzherzoge Rudolf – später Kaiser Rudolf II. – und Ernst – später Generalstatthalter der Spanischen Niederlande – sowie zum Gesandten am Hof von König Philipp II. von Spanien ernannte. Er sollte die Erzherzoge nach Spanien begleiten und dort ihre Erziehung beaufsichtigen. Seine wichtigste diplomatische Aufgabe war es jedoch zu verhindern, dass es wegen unterschiedlicher Ansichten in Religionsfragen – insbesondere wegen der den österreichischen Ständen gewährten freien Religionsausübung und wegen des Vorgehens gegen die Protestanten in den Niederlanden, wo 1568 der Spanisch-Niederländische Krieg ausbrach – zu einer Entfremdung zwischen den beiden Linien des Hauses Österreich kam. Dies gelang Dietrichstein dank seiner Vertrauensstellung und Geschicklichkeit. In Spanien wurde er in den Orden von Calatrava aufgenommen, wobei ihm König Philipp II. 1569 die bedeutende Komturei des Ordens in Alcañiz übertrug. Im gleichen Jahr kam es durch seine Vermittlung zur Verlobung von Erzherzog Rudolf II. mit der Infantin Isabella Clara Eugenia von Spanien. Erst 1571 kehrte Dietrichstein mit den beiden Erzherzogen nach Österreich zurück, wobei der Erfolg seiner Mission durch ein persönliches Glückwunschschreiben von Papst Pius V. (Antonio Michele Ghisleri) bestätigt wurde.
Seine Aufzeichnungen über das Schicksal des unglücklichen, 1568 verstorbenen spanischen Thronfolgers, Don Carlos, sind wichtige Zeitzeugnisse, die auch in späteren literarischen Bearbeitungen des Themas Eingang fanden.
Im Jahr 1572 wurde er von Kaiser Maximilian II. als Bevollmächtigter nach Ungarn entsandt, um von den Ständen die Zustimmung zur Krönung des Kronprinzen, Rudolf II. zum König von Ungarn zu erhalten, was ihm – nach Anerkennung des Prinzips der Wahlmonarchie in Ungarn – gelang.

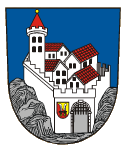
Stadtwappen von Nikolsburg (Mikulov) mit dem darin einbezogenen Familienwappen der Dietrichstein

Im selben Jahr übertrug Kaiser Maximilian II. Dietrichstein in Anerkennung seiner Verdienste die Herrschaft Nikolsburg in Mähren als Lehen, dass er jedoch anlässlich eines Besuches in Schoss Nikolsburg 1575 in ein freies Eigen verwandelte und zugleich zu einer Freiherrschaft mit entsprechenden Privilegien erhob. Diese große Herrschaft hatte seit langem einen Bezug zu Österreich, da Ottokar II. Přemysl von Böhmen damit bereits 1249 das Haus Liechtenstein belehnt hatte. Nach über 300 Jahren wurde sie jedoch 1560 von Christoph von Liechtenstein aus wirtschaftlichen Gründen für 60.000 böhmische Taler an den reichen ungarischen Magnaten Ladislaus von Kerecsenyi verkauft. Sie fiel 1572 als heimgefallenes Lehen an den Landesfürsten zurück, der sie damit neu vergeben konnte. In den nächsten Jahren war Adam mit Erfolg bemüht, in Nikolsburg die katholische Religion wieder einzuführen, wozu ihm Papst Gregor XIII. (Ugo Boncompagni) in persönlichen Schreiben gratulierte. Der Name der Schlossherrschaft Nikolsburg wurde später zum Teil des Namens seiner Nachkommen, die sich von Dietrichstein zu Nikolsburg nannten.
Nach dem Tod von Kaiser Maximilian II. im Jahr 1576, folgte auf ihn Adams ehemaliger Zögling, Erzherzog Rudolf als Kaiser Rudolf II., dem er in gleicher Treue diente. Eine schwierige diplomatische Aufgabe hatte er noch 1588 – gemeinsam mit dem spanischen Sondergesandten – Vespasiano I. Gonzaga, duca di Sabbioneta – zu lösen: Die Verhandlungen zur Befreiung von Erzherzog Maximilian III. aus polnischer Gefangenschaft zu führen. Dieser war nach dem Tod von König Stephan Báthory (1576–1586) zum König von Polen gewählt worden, unterlag jedoch einem anderen Prätendenten, Sigismund III. Wasa, da seine Truppen vom polnischen Kronfeldherren Jan Zamoyski besiegt wurden und er selbst dabei in Gefangenschaft geriet.
Adam von Dietrichstein zog sich daraufhin nach Nikolsburg zurück, traf sich mit Freunden, wie dem Professor und kaiserlichen Hofbibliothekar Hugo Blotius oder dem Diplomaten, Orientalisten und Lehrer der Söhne von Kaiser Maximilian II., Ogier Ghislain de Busbecq und korrespondierte mit seinem ehemaligen Zögling, Kaiser Rudolf II., von dem er 600 Schreiben erhalten haben soll. Er erkrankte Ende Dezember 1589 und verstarb am 5. Februar 1590 im Schloss Nikolsburg. Er wurde nach Prag überführt, um dort – in Anlehnung an das Projekt seines Vaters – zu den Füßen seines Herren – Kaiser Maximilian II. – beerdigt zu werden.

## Ehe und Nachkommen
Adam von Dietrichstein vermählte sich 1553 im St. Veitsdom zu Prag mit der katalanischen Adeligen Margareta Folch de Cardona y Requesens aus dem fürstlichen Haus Folch de Cardona. (* Barcelona c. 1535, † Madrid 23. Februar 1609). Sie war eine Tochter des Antoni Folch de Cardona y Enríquez, Baron von Sant Boi, Vizekönig von Sardinien, Grande von Spanien und Hofmeister der Kaiserin Maria † 1555, (Sohn des ersten Herzogs von Cardona (1482), Joan Ramon Folch IV. de Cardona) und der Anna Maria Requesens de Soler y Enríquez de Velasco. Das Ehepaar hatte 13 Kinder, u. a.
1. Marie Freiin von Dietrichstein * 1554 ⚭ 1.) Balthasar de Mendoza y de la Cerda, 1. Conde de Galve, ⚭ 2.) Juan de Borja y Manuel, Marqués de Navarrés
2. Anna Freiin von Dietrichstein * 1558 † 1630/31 ⚭ Antonio de Fonseca y Enríquez, 3. Herr und 1615 1. Conde de Villanueva de Cañedo
3. Maximilian Freiherr von Dietrichstein * 1561, † 29. März 1611, Herr auf Nikolsburg und Maidenburg, Ritter des Ordens von Calatrava und Komtur des Ordens zu Alcañiz, Oberststallmeister des Erzherzogs Ernst von Österreich, blieb ohne dauernde Nachkommenschaft.
4. Siegmund (II.) Freiherr von Dietrichstein, * 1562, † 1602, näherer Stammvater des fürstlichen Hauses, sein Sohn war Maximilian von Dietrichstein
5. Anton Freiherr von Dietrichstein, * 1563 † 1567
6. Hippolita Freiin von Dietrichstein, * 1564 ⚭ 1580 Alvaro Fernandez de Córdoba y Aragón, aus dem Haus der Herren von Valenzuela
7. Johanna Freiin von Dietrichstein * 1566 † 1575
8. Franz Seraph von Dietrichstein, * Madrid 22. August 1570, † Brünn (Brno) 19. September 1636, Kardinal (1599), Bischof von Olmütz (Olmütz) (1599–1636)
9. Beatrix Freiin von Dietrichstein, * 1571, † in dem von ihr gegründeten Kloster Alcalá 1631 ⚭ Luis Hurtado de Mendoza y Mendoza, 4. Marqués de Mondéjar y Vallemoso, 5. Conde de Tendilla
10. Margareta Freiin von Dietrichstein * 1573 † 1575
11. Elisabeth Freiin von Dietrichstein * 1575 † 1594
12. Maria Anna Freiin von Dietrichstein * 1578 † 1587